# Goh V Shem
Pour les articles homonymes, voir Goh.
Dans ce nom malaisien, le nom de famille, Goh, précède le nom personnel.
Goh V Shem, né Goh Wei Shem (chinois simplifié : 吴蔚升, chinois traditionnel : 吳蔚昇, pinyin : wú wèi shēng) est un joueur de badminton malaisien né le 20 mai 1989 à Kuala Lumpur. 

## Carrière

### Jeux olympiques
Associé à Tan Wee Kiong, Goh V Shem remporte la médaille d'argent du double hommes aux Jeux olympiques d'été de 2016 à Rio de Janeiro. Alors que les malaisiens n'étaient pas tête de série, ils se sont hissés jusqu'en finale où ils se sont inclinés contre les chinois Fu Haifeng et Zhang Nan, contre lesquels ils avaient déjà perdu en phase de poules. Ils ont réalisé une performance en éliminant en quart de finale les sud-coréens Lee Yong-dae et Yoo Yeon-seong, têtes de série numéro un et numéro un mondiaux depuis 8 mois.

### Grands championnats

#### Championnats du monde
Aux Championnats du monde de badminton 2013 à Canton, Goh V Shem et Lim Khim Wah s'inclinent dès le 2e tour contre leurs compatriotes Hoon Thien How et Tan Wee Kiong. L'année suivante à Copenhague, ils s'inclinent au même stade de la compétition contre les taïwanais Lee Sheng-mu et Tsai Chia-hsin. A Jakarta en 2015, Goh V Shem et Tan Wee Kiong s'inclinent en 1/8e de finale contre les chinois Liu Xiaolong et Qiu Zihan.

#### Jeux asiatiques
Lors de l'édition 2014 des Jeux asiatiques, Goh V Shem remporte deux médailles de bronze : l'une en double hommes avec Tan Wee Kiong et l'autre par équipe.

#### Autres
En 2014, il remporte deux titres aux Jeux du Commonwealth. Le premier en double hommes associé à Tan Wee Kiong où ils battent en finale les singapouriens Danny Bawa Chrisnanta et Chayut Triyachart. Le second titre est remporté par l'équipe mixte malaisienne qui bat l'Angleterre 3 à 1.

### Par équipes
En 2014 à New Delhi, il remporte la médaille d'argent de la Thomas Cup avec son pays, s'inclinant 3 à 2 en finale contre le Japon qui remporte là son premier titre. Goh V Shem remporte tous les matches qu'il a disputé.
Deux ans plus tard, à Kunshan, la Malaisie décroche la médaille de bronze après sa défaite 2-3 en demi-finale contre le Danemark, futur vainqueur. 

## Vie privée
Il a changé son prénom de Wei Shem à V Shem pour qu'il lui porte chance dans sa carrière de joueur de badminton, le V signifiant Victoire.